# Manus manum lavat
Manus manum lavat (с лат. — «рука руку моет») — фразеологический оборот, употребляемый в значениях: «Рука руку моет, и обе белы живут»; «Услуга за услугу»; «tu mihi, ego tibi» («ты мне, я тебе»).
Цитируется в приписываемом философу Платону диалоге «Аксиох» как изречение греческого комедиографа Эпихарма. Из римских писателей встречается у Петрония («Сатирикон» , XLV), а также у Сенеки в сатирическом произведении «Отыквление» [то есть превращение в тыкву, символ глупости] божественного Клавдия, где боги решают, признать ли, согласно традиции, умершего императора (слабоумного Клавдия) богом:
Мнения разделились, но, видимо, решение склонялось в пользу Клавдия, ибо Геркулес[которого Клавдию удалось склонить на свою сторону], видя, что надо ковать железо, пока горячо, начал перебегать от одного к другому и всех подговаривать:"Не подводи, пожалуйста, меня, при случае я тебе отплачу чем угодно: рука руку моет."
(пер. Ф.Петровского)